# Direitos humanos na África
A situação dos direitos humanos na África é, em geral considerada preocupante, de acordo com observadores da ONU, do mundo ocidental e de  organizações não-governamentais.
Governos democráticos parecem estar a aumentar em África, embora ainda não sejam a maioria (National Geographic declara que 13 das nações africanas podem ser consideradas verdadeiramente democráticas). Muitas nações reconheceram direitos humanos básicos nominalmente para todos os cidadãos, embora na prática esses nem sempre sejam reconhecidos, uma vez que não foram criados poderes judiciários razoavelmente independentes.
Abusos extensos aos direitos humanos ainda ocorrem em várias partes da África, muitas vezes sob a supervisão do estado. A maioria dessas violações ocorre por razões políticas, geralmente como um 'efeito colateral' da guerra civil. Os países notáveis com grandes violações relatadas incluem, entre outros, o Sudão e a Costa do Marfim. As violações relatadas incluem execução extrajudicial, mutilação e estupro.
A Comissão Africana dos Direitos Humanos e dos Povos é um organismo internacional que busca fornecer monitoramento supranacional e direitos aos cidadãos da África.

## Por país/entidade

### Norte da África
- Argélia
- Egito
- Líbia
- Marrocos
- Tunísia
- Saara Ocidental

### África Sub-saariana
- África do Sul
- Angola
- Luanda
- Camarões
- Congo (Brazzaville)
- Eritréia
- Etiópia
- Mali
- Níger
- Nigéria
- Quénia
- República Democrática do Congo
- São Tomé e Príncipe
- Somália
- Sudão
- Uganda
- Zimbabwe

### Organismos internacionais
- Comissão Africana dos Direitos Humanos e dos Povos